# Tempérament Rationnel
Le tempérament Rationnel est l'un des quatre tempéraments psychologiques définis par David Keirsey. Correspondant aux types INTJ ou Architecte, INTP ou Logicien, ENTP ou Inventeur et ENTJ ou Maréchal.
Les rationnels constitueraient environ 10,3 % de la population et seraient surreprésentés parmi les surdoués.

## Description
Selon David Keirsey, les Rationnels sont abstraits dans leur façon de s'exprimer et utilitaristes dans leur façon de poursuivre leurs buts. Leur plus grande qualité est l'élaboration de plans et de stratégies. Selon qu'ils sont plutôt orientés Perception ou Jugement, on peut dénombrer parmi eux deux sous-tempéraments ou deux rôles : ceux de l’Ingénieur (INTP et ENTP) et du Coordinateur (INTJ et ENTJ).
Appartenant au tempérament qui éprouve le plus fort besoin de connaissance, les Rationnels auraient implicitement et spontanément confiance dans la logique ou la raison. Ils s'appuient sur des observations objectives et des analyses factuelles, quelle que soit la situation à laquelle ils font face. Ils tendent à s'appuyer sur des arguments logiques pour décider de leurs actions. En tant que stratèges, les Rationnels cherchent à obtenir le plus d'informations possible, utilisant ce qu'ils apprennent pour développer des plans à long terme et les étapes nécessaires à leur réalisation. Ils sont souvent volontaristes, ambitieux et intelligents. Les pensées (considérées comme) subjectives et l'émotion n'ont que peu d'importance dans le processus de prise de décision d'un Rationnel. Perfectionnistes, les individus de ce tempérament sont prêts à travailler beaucoup pour atteindre leurs buts, et ils y excellent lorsqu'ils peuvent prendre le contrôle de la tâche ou travailler dessus de façon autonome.
Intérêts : les Rationnels sont attirés par les domaines de la science et de la technologie. Ils s'intéressent généralement aux carrières qui impliquent des systèmes ; ceux-ci peuvent structurer des champs disciplinaires très différents, de l'ingénierie mécanique ou électronique à l'organisation d'une entreprise, en passant par la recherche dans quasiment n'importe quelle discipline.
Orientation : les Rationnels sont pragmatiques lorsqu'ils considèrent le monde autour d'eux. Ils accordent peu d'importance aux sentiments dans les prises de décisions et aux conventions sociales, excepté en tant que moyen pour une fin. Ils pèsent le pour et le contre avant d'agir, cherchent les erreurs dans les raisonnements, autant pour ceux des autres que pour les leurs propres. Ils ont souvent tendance à percevoir des concepts comme le bien et le mal comme relatifs, c'est-à-dire dépendants du point de vue de chacun. Ils perçoivent le temps comme discontinu, marqué par des évènements, plutôt que comme un continuum, et percevront souvent des lieux comme les intersections de plusieurs lignes qui se croisent (à l'image des coordonnées cartésiennes par exemple).
Image de soi : l'estime de soi des Rationnels s'appuie sur leur ingéniosité, leur respect de soi sur leur autonomie, leur confiance en soi sur leur résolution.
Valeurs : les Rationnels apparaissent comme calmes jusque dans des situations tourmentées. Ce n'est pas par insensibilité, mais plutôt par une concentration intense qu'ils parviennent à cet état d'esprit. Ils ont confiance en la raison et cherchent à atteindre les buts qu'ils se fixent. Chercheurs de connaissance et de savoir, ils aspirent à une maîtrise érudite ou technique et sont heureux lorsque les autres font confiance en leur expertise.
Rôles sociaux : dans leurs relations amoureuses, les Rationnels veulent un partenaire avec qui ils puissent discuter des sujets qui les intéressent, lesquels sont souvent abstraits ou théoriques (par exemple la philosophie). En tant que parents, ils encouragent leurs enfants à devenir autonomes et capables de penser pour eux-mêmes. Dans leur vie professionnelle et sociale, ils sont visionnaires, développant et consolidant des plans cohérents à long terme.

### Stress
Lorsqu'ils sont sous tension ou en situation de stress, les Rationnels peuvent intellectualiser ou réprimer leurs sentiments.
Les deux types « informatifs » (INTP et ENTP) préfèrent théoriser, concevoir et créer des prototypes pour leurs idées, et ils peuvent se sentir surchargés lorsqu'on leur demande de finaliser eux-mêmes leurs idées dans des opérations concrètes ou pratiques. Ceci peut les conduire à un sentiment d'inadéquation, nuisant à la réalisation finale de la chose. Les deux types directifs (INTJ et ENTJ) sont stressés lorsque leur vision à long terme est perturbée ou démentie. Ils peuvent répondre à cela en collectant de plus en plus de données de dernière minute ou en devenant de plus en plus autoritaires, sans faire attention à la façon dont leurs demandes seront perçues par les autres.
Quand ils sont confrontés à des conséquences négatives de leurs comportements et de leurs choix, les Rationnels peuvent se sentir incompétents. Ils sont frustrés par l'inefficacité ou (ce qu'ils perçoivent comme) le manque de logique d'autrui.

### Traits communs avec les autres tempéraments
Keirsey identifie ici les traits suivants du tempérament Rationnel :
- Abstraits dans la manière de communiquer (comme les Idéalistes)

Les Rationnels utilisent des concepts, des possibilités, des théories, des cadres comme moyens de communication. Bien qu'ils soient plutôt réalistes qu'idéalistes, le monde abstrait leur sert d'outil pour penser de façon autonome et développer de nouvelles idées, qui pourront ensuite être utilisées de façon plus pratique.
- Pragmatiques dans la manière de poursuivre leurs buts (comme les Artisans)

Les Rationnels se comportent en penseurs non conventionnels lorsqu'ils doivent résoudre un problème ou prendre une décision. Individualistes, ils perçoivent leurs propres intérêts comme une réponse à une action, indépendamment de la norme sociale commune ou de la tradition. Les Rationnels ne rechignent pas nécessairement à coopérer avec autrui, mais refuseront d'accomplir telle ou telle action si elle va à l'encontre de leur compréhension ou de leur expérience des choses et si elle n'est pas basée sur une logique viable ou sur les faits (c'est-à-dire sur la façon dont eux les comprennent) dans un contexte donné.